# Riley Harbottle
Riley-Jay Harbottle (* 26. September 2000 in Nottingham) ist ein englischer Fußballspieler, der bei AFC Wimbledon unter Vertrag steht.

## Karriere
Der in Nottingham geborene und aufgewachsene Harbottle kam im Alter von sieben Jahren in die Jugendakademie von Nottingham Forest. Bei den Reds spielte er seine gesamte Jugendzeit und war während seiner Zeit in der Akademie auch im FA Youth Cup und der Premier League 2 aktiv. Harbottle unterzeichnete seinen ersten Profivertrag im Jahr 2017 im Alter von 17 Jahren und wurde anschließend Kapitän der U18- und U23-Mannschaft von Forest.
Ab März 2021 wurde er für drei Monate an den FC Wealdstone in die National League verliehen. Dieser Wechsel erfolgte zunächst im Rahmen einer Notleihe, die dann verlängert wurde. Er absolvierte insgesamt elf Ligaspiele für den Verein aus London. 
Nach seiner Rückkehr nach Nottingham kam der der 22-jährige Verteidiger im August 2021 im EFL Cup gegen Bradford City zu seinem Debüt in der ersten Mannschaft, als er in der Startelf stand. Harbottle startete auch danach im folgenden Spiel des gleichen Wettbewerbs gegen die Wolverhampton Wanderers.
Der Verteidiger verbrachte die gesamte Saison 2022/23 beim englischen Viertligisten Mansfield Town als Leihspieler. Er absolvierte insgesamt 32 Ligaeinsätze und erzielte als Innenverteidiger sechs Tore, womit er nach den Stürmern Will Swan (10) und Lucas Akins (8) drittbester Torschütze der Mannschaft war.
Am 18. Juli 2023 schloss sich Harbottle für eine nicht genannte Ablösesumme und einem Dreijahresvertrag an den schottischen Erstligisten Hibernian Edinburgh an.
Im August 2024 wechselte Harbottle zum AFC Wimbledon.